# Johanna Brauweiler
Johanna Brauweiler, auch Hanna Brauweiler, (* 12. September 1896 in Remscheid; † 9. Mai 1989 in Hamburg) war eine deutsche Journalistin und Hamburger Politikerin der CDU.

## Leben
Brauweiler war die Tochter von Otto und Adele Schürhoff, sie heiratete 1920 Ernst Brauweiler (1889–1945) und hatte mit ihm die Tochter Rita-Dorothea, verh. Petersen (1925–1999).
Brauweiler war Journalistin von Beruf und wurde 1921 Vorsitzende des Frauenausschusses der DVP, vor 1932 war sie in Hannover örtliche Vorsitzende des Staatsbürgerinnenverbandes. Ab 1932 war sie in Berlin Chefkorrespondentin des seinerzeit in Hamburg erscheinenden Christlichen Nachrichtendienstes und war Herausgeberin des Frauendienstes, die beide auch in der Zeit des Nationalsozialismus arbeiteten. Ihr Mann wurde ein wichtiger Mitarbeiter in Joseph Goebbels Reichsministerium für Volksaufklärung und Propaganda für die Berliner Auslandskorrespondenten.
Nach Kriegsende und Verlust ihres Mannes übersiedelte sie 1946 nach Hamburg. 1952 war sie an der Gründung des Deutschen Erholungswerkes beteiligt und wurde Vorsitzende seines Verwaltungsrates. Weiterhin war sie Mitglied des Publizistischen Arbeitskreises des Deutschen Evangelischen Kirchentages.
In der Weimarer Republik kandidierte Brauweiler mehrfach erfolglos für die DVP zum Reichstag und zum Preußischen Landtag. 1953 trat sie der CDU in Hamburg bei. Brauweiler kandidierte 1953 für die CDU auf der Liste des Hamburg-Blocks und rückte am 9. Februar 1955 für Renatus Weber in die Hamburgische Bürgerschaft nach. 1957 für die CDU wiedergewählt, war sie dann bis 1970 Bürgerschaftsabgeordnete.